# تشاد كوك
تشاد كوك (بالإنجليزية: Chad Cook)‏ هو لاعب كرة قدم أمريكية أمريكي، ولد في 24 يوليو 1985 في نيو أورلينز في الولايات المتحدة.